# Pasquale Stanislao Mancini

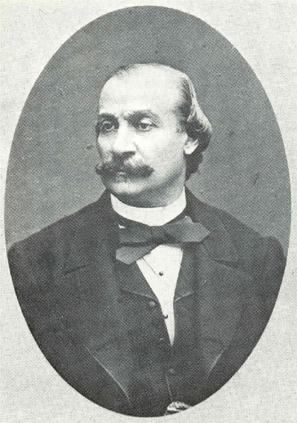
Pasquale Stanislao Mancini

Pasquale Stanislao Mancini (Castel Baronia, 17 maart 1817 – Rome, 26 december 1888) was een Italiaans volksvertegenwoordiger in Napels (1848). Hij stond bekend als een links-liberaal en antiklerikaal politicus. Hij werd veroordeeld in de mislukte revolutie en vluchtte naar Piëmont. 
Mancini werd vanaf 1850 hoogleraar in Turijn. Hij was Minister van Justitie in de eerste linkse (liberale) regering, van 1876-1878. Mancini was medeoprichter en eerste voorzitter van het Institut de Droit International.

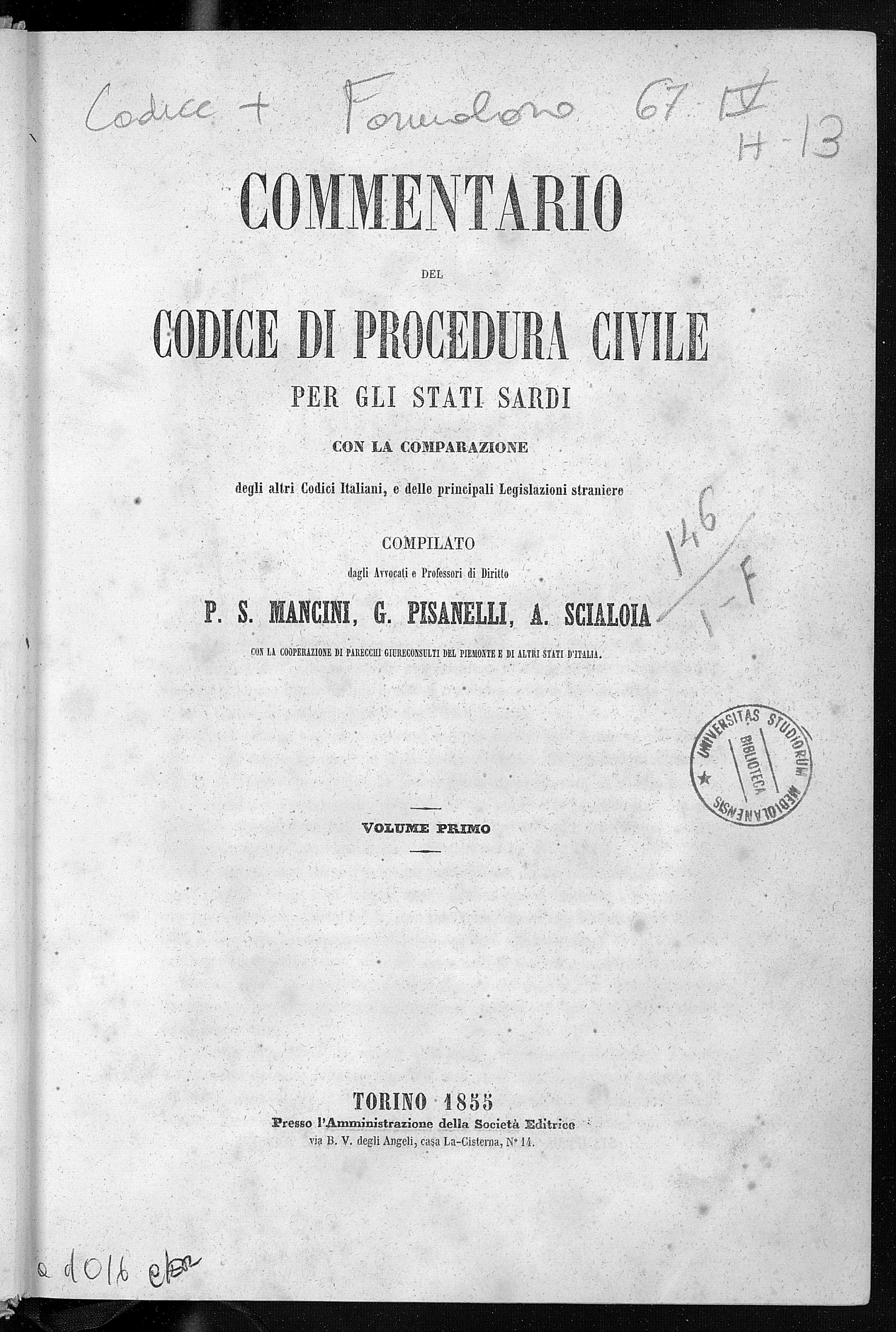
Commentario del Codice di procedura civile per gli Stati sardi, 1855